# Hyacinthe Thiandoum
Hyacinthe Thiandoum, senegalski rimskokatoliški duhovnik, škof in kardinal, * 2. februar 1921, Poponguine, † 18. maj 2004.

## Življenjepis
18. aprila 1949 je prejel duhovniško posvečenje.
24. februarja 1962 je bil imenovan za nadškofa Dakarja in 20. maja istega leta je prejel škofovsko posvečenje.
24. maja 1976 je bil povzdignjen v kardinala in imenovan za kardinal-duhovnika S. Maria del Popolo.
Upokojil se je 2. junija 2000, ko ga je kot dakarski nadškof nasledil Théodore-Adrien Sarr, ki je nekaj let kasneje tudi sam postal kardinal.